# Parc national de la mer intérieure de Seto
Le parc national de Setonaikai (瀬戸内海国立公園, Setonaikai Kokuritsu Kōen) est un parc national japonais situé dans les régions de Kansai, Chūgoku, Shikoku et Kyūshū. Le parc a été créé en 1934 et couvre une superficie de 669,34 km2.

## Zones naturelles
- Îles : Awaji-shima (une partie), Îles Bōyo, Ieshima, Miya-jima, Naoshima, îles Shiwaku , Shōdoshima, Tomogashima
- Montagnes : Monts Rokkō, mont Maya, mont Noro, mont Iwahara
- Détroits : Détroit d'Akashi, détroit de Hōyo, détroit de Kitan , détroit de Naruto, détroit de Kanmon
- Autre : Tourbillon de Naruto[1]

## Sites culturels
- Sanctuaires : Itsukushima-jinja, Kotohira-gū, Mekari-jinja
- Temples : Futago-ji, Yashima-ji[1]

## Municipalités
Le parc traverse les limites de cinquante-cinq villes, quatorze bourgs et un village.
- Ehime : Ikata, Imabari, Kamijima, Matsuyama, Ōzu, Saijō, Yawatahama
- Fukuoka : Kitakyushu
- Hiroshima : Etajima, Fukuyama, Hatsukaichi, Higashihiroshima, Hiroshima, Kure, Mihara, Onomichi, Ōsakikamijima, Ōtake, Saka, Takehara
- Hyōgo : Aioi, Akashi, Akō, Ashiya, Awaji, Himeji, Kobe, Minamiawaji, Nishinomiya, Sumoto, Takarazuka, Tatsuno
- Kagawa : Higashikagawa, Kan'onji, Kotohira, Mannō, Marugame, Mitoyo, Naoshima, Sakaide, Sanuki, Shōdoshima, Tadotsu, Takamatsu, Tonoshō, Zentsūji
- Ōita: Bungotakada, Himeshima, Kunisaki, Ōita
- Okayama: Asakuchi, Bizen, Kasaoka, Kurashiki, Okayama, Setouchi, Tamano
- Tokushima : Naruto
- Wakayama : Wakayama
- Yamaguchi : Hikari, Hirao, Hōfu, Iwakuni, Kaminoseki, Kudamatsu, Shimonoseki, Shūnan, Suō-Ōshima, Tabuse, Yanai